# The Soul Is in the Software
The Soul Is In The Software — второй студийный альбом группы Icon of Coil, выпущенный в 2002 году.

## Список композиций
1. «Comment» — 0:27
2. «Thrillcapsule» — 6:03
3. «Violations» — 4:32
4. «In Absence» — 5:02
5. «Access And Amplify» — 4:59
6. «Everything is Real?» — 5:10
7. «Other Half of Me» — 4:37
8. «Love As Blood» — 5:41
9. «Disconnect» — 3:53
10. «Simulated» — 4:05